# Arthur Pangman
Arthur Pangman, född 1 juli 1905 i Montréal och död 25 juni 1996 i Sainte-Anne-de-Bellevue, var en kanadensisk vinteridrottare. Han deltog i olympiska spelen 1932 i Lake Placid och kom på 35:e plats på 18 kilometer.